# Alex Smith (football américain)
Pour les articles homonymes, voir Alex Smith (homonymie) et Smith.
(en) Statistiques sur pro-football-reference
Edwin Alexander Smith dit Alex Smith (né le 22 mai 1982 à Nassau) est un joueur bahaméen de football américain. Il joue actuellement avec les Bengals de Cincinnati au poste de tight end.

## Enfance
Smith étudie à la J. K. Mullen High School de Denver. Il est nommé pour le Steinmark Award, récompensant l'athlète de l'année pour l'État du Colorado. Il joue aussi au basket-ball.

## Carrière

### Université
Il entre à l'université de Stanford et fait trois saisons comme titulaire avec l'équipe de football américain de l'université. En 2003, il reçoit une mention honorable pour sa saison par la conférence Pac 10 et sélectionné dans la seconde équipe des All-America en 2004.

### Professionnel
Alex Smith est sélectionné au troisième tour du draft de la NFL de 2005 par les Browns de Cleveland au soixante-et-onzième tour. Lors de sa première saison en professionnel (rookie), il joue tous les matchs de la saison dont dix comme titulaire et reçoit quarante-et-une passe pour 367 yards et deux touchdowns. En 2006, il joue moins, faisant quatorze matchs dont sept comme titulaire et fait trente-cinq réceptions pour 250 yards et trois touchdows ; la saison suivante 2007 s'approche des mêmes statistiques que cette saison 2006. En 2008, il débute douze matchs et fait vingt-et-une réceptions pour 250 yards et trois touchdowns.
Le 30 avril 2009, il est échangé aux Patriots de la Nouvelle-Angleterre contre le cinquième choix des Patriots au draft de 2010. Néanmoins, Smith est libéré par la franchise des Patriots le 5 septembre 2009, juste avant le début de la saison.
Trois jours plus tard, il signe avec les Eagles de Philadelphie et fait les seize matchs de la saison mais cinq seulement comme titulaire, ne recevant que trois passes pour vingt-cinq yards. Après cette saison, il signe un contrat d'un an avec les Browns de Cleveland le 4 mai 2010 mais il très peu utilisé par Cleveland, n'entrant qu'au cours de trois matchs (dont un comme titulaire) et recevant qu'une passe pour six yards. En 2013, il signe avec les Bengals de Cincinnati.